# Ama a tu padre
Ama a tu padre (en francés, Aime ton père) es una película dramática suiza de 2002 dirigida y escrita por Jacob Berger. Fue seleccionado como la representante de Suiza en la 75.ª edición de los Premios Óscar, organizados por la Academia de Artes y Ciencias Cinematográficas. La película está protagonizada por Gérard Depardieu y su hijo mayor, Guillaume Depardieu. Ambos también interpretan a padre e hijo en la película.

## Sinopsis
La película cuenta la historia de Leo Sheperd, un reconocido escritor de 50 años que vive recluido de su familia en un pueblo de la Alta Saboya y acaba de ser nominado al Premio Nobel de Literatura. Su hijo Paul quiere felicitarlo, pero Leo no contesta sus llamadas, ya que siempre ha sido un padre distante y evita cualquier tipo de contacto con su hijo. Mientras Leo viaja en motocicleta a la ceremonia de entrega de premios en Estocolmo, Paul, en un intento desesperado por encontrarlo de nuevo, lo sigue y lo secuestra. Ahora, viajando juntos, padre e hijo tienen la oportunidad de conocerse mejor y compartir juntos todas sus iras, sus alegrías, sus penas y sus miedos.

## Reparto
- Gerard Depardieu como Leo Shepherd
- Guillaume Depardieu como Paul Shepherd
- Sylvie Testud como Virginia, la hermana de Leo
- Julien Boisselier como Arturo
- Hiam Abbas como Salma
- Frederic Polier como André
- Pierre-Alexandre Crevaux como Paul, 8 años
- Pippa Schallier como Virginia, 11 años